# Johann Weishaupt
Johann Weishaupt (* 3. Januar 1886 in Mützenich; † 28. Juni 1962 in Simmerath) war ein deutscher Kommunalpolitiker und ehrenamtlicher Landrat (CDU).

## Leben und Beruf
Nach dem Schulbesuch absolvierte Weishaupt eine Bäckerlehre und eine Landwirtschaftslehre. Er war in Mützenich als Bäcker und als Landwirt tätig. Er war verheiratet und hatte acht Kinder.
Mitglied des Kreistages des ehemaligen Landkreises Monschau war er vom 19. Dezember 1945 bis zum 24. Februar 1949 und vom 19. März 1961 bis zu seinem Tod am 28. Juni 1962. Vom 16. Juli 1946 bis zum 15. Februar 1949 war er Landrat des Landkreises.
Am 25. Oktober 1962 erhielt Weishaupt die Große silberne Plakette der Landwirtschaftskammer Rheinland.